# Prominea porrecta
Prominea porrecta är en fjärilsart som beskrevs av Saalmüller 1880. Prominea porrecta ingår i släktet Prominea och familjen nattflyn. Inga underarter finns listade i Catalogue of Life.